# Esther Brandeau
Esther Brandeau (floruit. en Canadá 1738–39) fue la primera joven judía en pisar Canadá, o Nueva Francia, en 1738.  

## Trayectoria
Nació en 1718, probablemente en Saint-Esprit-lès-Bayonne (cerca de Bayona, Francia), en la diócesis de Dax.
Durante ese período, Canadá era la única colonia del Nuevo Mundo que nunca había sido visitada por un judío. Nacida en Francia, Brandeau fue capaz de llegar a Nueva Francia, haciéndose pasar por un chico católico.
Brandeau había adoptado el nombre de Jacques La Fargue y se convirtió en marinero en Burdeos, en un barco con destino hacia el puerto de Quebec. Llegó a Nueva Francia a bordo del buque St-Michel, y permaneció allí durante un año. Tras un breve período encubierta, tanto el género como el credo religioso de Esther fueron descubiertos. Como no era católica en un país legalmente católico, fue arrestada bajo la orden del Intendente de Nueva Francia Gilles Hocquart y llevada al Hôpital Général en Quebec.
Inicialmente Hocquart mantuvo la impresión de que Brandeau deseaba convertirse al catolicismo y permanecer en la colonia. Sin embargo, posteriormente le escribió al ministro en Francia, de que los intentos de convertirse a la fe católica habían sido en vano. Ella deseaba vivir en Canadá siendo judía. El gobierno decidió su deportación, y tras su llegada ante las autoridades francesas, ella fue enviada de regreso a su tierra natal en Francia en un barco llamado Comte de Matignon a expensas del Estado.
Su vida ha sido relatada en dos obras de ficción: la novela Esther, escrita en 2004 por Sharon E. McKay, y la novela The Tale-Teller, escrita en 2012 por Susan Glickman.